# 김세황
김세황(1971년 11월 16일 ~ )은 대한민국의 음악가(기타리스트)이다.

## 학력
- 뮤지션스 인스티튜트 음악학 명예박사

## 생애
1991년 다운타운(DOWNTOWN)을 결성해 본격적으로 한국에서 음악 활동을 시작했다. 그 후 1994년, N.EX.T(넥스트)의 기타리스트 임창수가 탈퇴하고 난 뒤에 보컬 신해철로부터 합류 제의를 받아 넥스트의 정식 멤버가 된다. 다른 가수들의 음반에 기타 세션으로서 활동하기도 했으며, 1997년에는 스티브 바이 내한공연 때 함께 〈Answer〉라는 곡을 연주하기도 했다. 그러다가 같은 해 4집을 끝으로 넥스트 해체가 발표되었고 12월 31일 마지막 공연과 함께 팀이 해체된다.
김세황은 넥스트의 나머지 멤버인 베이시스트 김영석 · 드러머 이수용과 당시 솔로 활동 중이던 그룹 패닉 출신인 김진표와 함께 노바소닉을 결성해 1999년 첫 앨범을 발표했다. 노바소닉 활동 중 김세황은 2001년에 트럼펫 연주자 이주한의 앨범 《10+1》의 Metoxide라는 곡에 참여하기도 했다. 2003년에 노바소닉은 4집 앨범 활동을 끝으로 공식 발표는 없었으나 사실상 활동을 중지했다.
2004년에는 오디션으로 발탁된 '이안'이라는 보컬과 2Cell을 결성, 앨범을 발표한다. 2Cell 활동이 마무리 될 무렵에 재결성된 넥스트 역시 앨범 활동이 막바지였는데, 이때 김세황은 넥스트의 6번째 멤버로 다시 합류하게 된다. 얼마 후 신해철, 데빈, 김세황을 제외한 나머지 멤버들이 탈퇴하게 되면서 멤버 교체를 겪게 되지만, 김영석과 이수용, 또 키보디스트를 맡은 지현수라는 새 멤버의 합류로 6인조가 된 넥스트는 5.5집 《the 2nd fan service: ReGame?》을 발표했다. 2009년에는 출생자 이름 순위에 관한 뉴스에 자녀와 인터뷰를 하기도 했다. 2011년에는 안토니오 비발디의 작품 사계를 전기기타로 연주해 앨범을 발표했으며, 2012년에는 KBS2의 밴드 오디션 프로그램 탑밴드 2에서 심사위원으로도 활동했다. 2013년에는 영국의 록 밴드인 딥 퍼플의 전 멤버였던 조 린 터너의 곡 〈Forever〉를 같이 작업했다.
한편 넥스트는 김세황의 재합류 이후에도 계속된 멤버 교체가 있었지만 그는 계속 멤버로 활동하고 있었으며, 2013년 밴드의 리더 신해철이 트위터에서 대학가요제 라이브에 대해 언급한 글 중 새로운 밴드 라인업에 김세황이 빠져있으나 그가 공식적으로 넥스트를 탈퇴했다는 언급은 없는 상태이다.
2014년 3월 7일 세계적으로 유명한 기타 이펙터 브랜드인 BOSS를 공식수입하는 (주)코스모스악기 와 인도스먼트를 체결하여 한국 BOSS 아티스트로 활동하게 되었다. 이에 따라 ME-80등의 BOSS 이펙터를 홍보하게 되었다.
2014년 3월에는 그의 기타가 미국 헐리우드의 기타 센터 앞 명예의 거리(Walk of Fame)에 있는 록의 거리(Rock Walk) 유리 전시관에 전시되기도 했다.
2015년 1월에는 래리 칼튼과 스티브 루카서 내한공연의 오프닝 게스트로 출연과 더불어 2014년부터 맺고 있던 BOSS와의 계약으로 BOSS TONE CENTRAL이라는 BOSS 제품의 톤 공유 웹사이트에 고유의 음색정보를 등록, 세계적인 기타리스트로서 입지를 굳힌다.

## 디스코그라피

### 다운타운
- 《DOWNTOWN》 (1993)

### N.EX.T
정규앨범
- 《The Return of N.EX.T Part 2: World》 (1995)
- 《Lazenca: A Space Rock Opera》 (1997)
- 《666 Trilogy Part I》 (2008)

싱글앨범
- Here, I Stand For You (1997)

라이브앨범
- 《The Return of N.EX.T Part 1 - The Being Live Concert Chapter 1》, 《Chapter 2》 (1995)
- 《N.EX.T Is Alive(The World Tour)》 (1996)
- 《N.EX.T Concert Album - The First Fan Service》 (1997)

비정규앨범
- 《ReGame?》 (2006)

### 노바소닉
- 《NOVASONIC》 (1999)
- 《NOVASONIC 二》 (2000)
- 《NOVASONIC 3》 (2001)
- 《Han》 (2003)

### 2Cell
- 《2Cell》 (2004)

### 연주 음반
- 《The Four Seasons》 (2011)
- 《기술자들 OST》 (2015)

## 세션 참여 음반
| 년도 | 가수명                                   | 곡명 | 앨범                                                                   |
| ---- | ---------------------------------------- | --- | ---------------------------------------------------------------------- |
| 1993 | 사하라                                   | 말할 수 없어 | 《The Seven Years Of Drought》                                         |
| 1996 | 전람회                                   | 유서 취중진담 | 《Exhibition 2》                                                       |
| 1996 | 신해철                                   | Main theme from Jungle Story - Part 1 절망에 관하여 그저 걷고 있는거지 - Main theme from Jungle Story Part 3                 | 《정글 스토리》                                                        |
| 1996 | 봄여름가을겨울                           | X라고 부르지마 | 《Banana Shake》                                                       |
| 1996 | 패닉                                     | 혀 | 《밑》                                                                 |
| 1996 | 김원준                                   | Show 책임회피 작별 | 《Show》                                                               |
| 1996 | 이지훈                                   | 왜 하늘은 내 여자가 바람을 펴 퍼퓸                                                                                           | 《Rhythm Paradise》                                                    |
| 1996 | 이소라                                   | 너무 다른 널 보면서 | 《영화에서처럼》                                                       |
| 1997 | 전람회                                   | 졸업 | 《졸업》                                                               |
| 1997 | 카니발                                   | Carnival (Prelude) 벗 | 《Carnival》                                                           |
| 1997 | 조규찬                                   | 비둘기야 비둘기야 | 《The 4th Wind》                                                       |
| 1997 | 여러 음악가                              | 다시 돌아온 그대 위해 | 《유재하를 추모하는 앨범 1987 - 다시 돌아온 그대 위해》                |
| 1998 | 이소라                                   | 금지된 피해의식 너의 일 나의 일                                                                                              | 《슬픔과 분노에 관한》                                                 |
| 1998 | 김장훈                                   | 세상이 그대를 속일지라도 | 《1998 Ballads For Tears》                                             |
| 1998 | 김동률                                   | 배려 기적 | 《The Shadow of Forgetfulness》                                        |
| 1998 | 신승훈                                   | 지킬 수 없는 약속 꿈속의 그대                                                                                                | 《Shin Seung HunⅥ》                                                    |
| 1998 | 루이스                                   | 루이스의 사랑 | 《Possibility》                                                        |
| 1998 | 더스티                                   | 비정 | 《Dusty》                                                              |
| 1998 | 김현성                                   | | 《2집》                                                                |
| 1999 | 정재형                                   | 아름다운 시절 | 《기대》                                                               |
| 1999 | 김민종                                   | 비원 (悲願) | 《인연 (因緣)》                                                        |
| 1999 | K2                                       | 모래시계 (Happy Together) 그녀의 연인에게... #Story I 널 위한 나 Drive (with me) 유리의 성 #Story III 사랑, 그 아름다운 비밀 | 《3집 Vocalist》                                                       |
| 2000 | 이정현                                   | 평화 (Peace) 너 꿈 아냐 너 (Techno Ver)                                                                                      | 《너》                                                                 |
| 2001 | 김동률                                   | 떠나보내다 | 《귀향 (歸鄕)》                                                        |
| 2001 | 이주한                                   | Metoxide | 《10+1》                                                               |
| 2002 | K2                                       | One Last Chance 서툰여유 The Fiction 그녀의 연인에게... #Story I 유리의 성 #Story III Drive (with me)                        | 《3.5집 Time To Time》                                                 |
| 2002 | 박정현                                   | Plastic Flower | 《Op. 4》                                                              |
| 2002 | 이승환                                   | Inmost | 《Serious Day》                                                        |
| 2003 | 김경호                                   | 아버지 | 《Open Your Eyes》                                                     |
| 2003 | K2                                       | Sweet Storm (Intro:Instrumental) Because Liar (Two Timer) One Last Chance (K2 Special 3.5th)                                 | 《4집 Sweet Storm》                                                    |
| 2004 | 김경호                                   | 내게로 와 (Live) 오아시스 (Live) 사랑했지만 (Live) 이제는 (Live) - With 박상민 아버지 (Remix)                                | 《시작 (始作)》                                                        |
| 2004 | 이승환                                   | 하찮은 사랑 | 《KARMA》                                                              |
| 2006 | 여러 음악가                              | 사랑보다 아름다운(2 Cell) | 《'천국보다 낯선' 사운드트랙》                                         |
| 2006 | 싸이                                     | 연예인 비 오니까 | 《싸집》                                                               |
| 2006 | 비                                       | | 《Rain's World》                                                       |
| 2006 | SS501                                    | Unlock (Heavy Edition Ver.)                                                                                                  | 《SS501 S.T 01 NOW》                                                   |
| 2007 | 여러 음악가                              | 여행을 떠나요 (Inst.) | 《Ghost On Summer 2007》                                               |
| 2007 | 메인스트림                               | Sting Ver. 2 | 《Main Stream》                                                        |
| 2007 | 김경호                                   | 독(毒) 비가 되어 흐르는 너 Make It Go Away                                                                                   | 《Infinity》                                                           |
| 2007 | R. O. Z.                                 | 안가르쳐줄거야 | 《Something Special [digital single]》                                 |
| 2008 | 신혜성                                   | Awaken | 《Live And Let Live》                                                  |
| 2008 | 2PM                                      | 10점 만점에 10점 | 《Hottest Time of the Day》                                            |
| 2010 | Jimi & Doma Studio                       | Passion For Perfection Chasing The Moonlight Ancient Soul Odesa                                                              | 《던전 앤 파이트 - Chasing The Moonlight by Jimi & Doma Studio [ost]》 |
| 2010 | xpiano                                   | The Return of Hero | 《The Return of Hero [single]》                                        |
| 2011 | 아이유                                   | 얼음꽃 얼음꽃(Inst.) | 《얼음꽃(With 김연아)》                                                |
| 2011 | 옥주현                                   | 유고걸 | 《나는 가수다 - 4라운드 1차》                                          |
| 2011 | 윤민수                                   | 창 밖의 여자 | 《나는 가수다 - 7라운드 2차》                                          |
| 2012 | JJ 프로젝트, 김세황, 로빈, DJ Lip 2 Shot | 나나나 | 《MBC뮤직 `MM Choice` Part.2》                                         |
| 2012 | 김연우                                   | 사랑일뿐야 | 《나는 가수다 2 - 8월 고별가수전》                                     |
| 2014 | 김수진                                   | B Rossette Run (feat. 김세황)                                                                                                | 《컬러프로젝트 Vol.1 - Red》                                           |
| 2014 | 김수진                                   | B Rossette Blue (feat. 김세황)                                                                                               | 《황금거탑 OST Part.1》                                                |
| 2014 | 알리                                     | 옛사랑 | 《불후의 명곡 전설을 노래하다 - 전설의 포크 듀오 특집 2탄》            |
| 2015 | 홍경민                                   | 단장의 미아리 고개 | 《불후의 명곡 전설을 노래하다 - 반야월 편》                            |
| 2015 | 전 출연진                                | 그대에게 | 《불후의 명곡 전설을 노래하다 - 고 신해철 편》                         |
| 2015 | 넥스트                                   | 이름 모를 소녀 | 《불후의 명곡 전설을 노래하다 - 고 김정호 편》                         |
| 2016 | Studio Doma                              | Blade III (feat. 김세황) V3 II (feat. 김세황, KoN)                                                                           | 《뮤직 & 비트 (오투잼) OST - Vol.1》                                   |
| 2016 | 신해철                                   | Cry | 《Cry OST》                                                            |
| 2017 | 고재근                                   | 봄비 | 《불후의 명곡 전설을 노래하다 - 이은하 편》                            |
| 2017 | 김현성                                   | Here, I Stand For You | 불후의 명곡 전설을 노래하다 - 고 신해철 편》                           |
| 2019 | 김흥국                                   | Soccer Warrior | 《SOCCER WARRIOR》                                                     |